# Terra de Coats

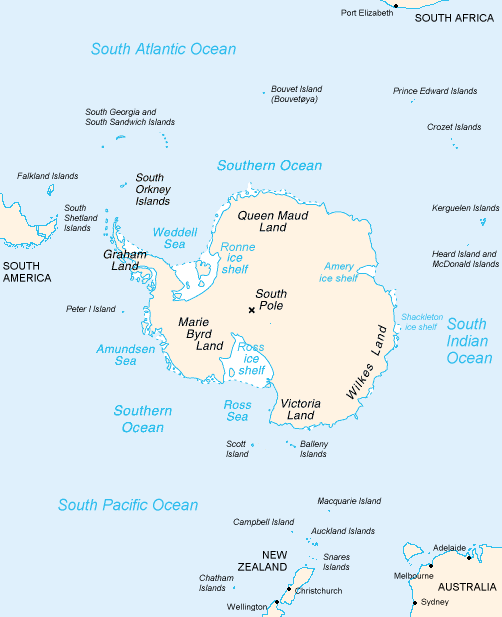
Mapa da Antártida

A Terra de Coats é uma região da Antártida situada a oeste da Terra da Rainha Maud, e forma a costa oriental do Mar de Weddell, estendendo-se na direcção nordeste-sudoeste entre 20º00´W and 36º00´W. A porção nordeste foi descoberta desde o Scotia por William S. Bruce, líder da Expedição Nacional Antártica Escocesa de 1902-04. O nome foi por ele atribuído em honra de James Coats, Jr., e do Major Andrew Coats, os dois principais apoiantes da expedição.

## Países reivindicando Terra de Coats
A parte oriental da Coats Land é reivindicada pela Noruega e faz parte da Queen Maud Land, a parte central é reivindicada pelo Reino Unido e faz parte do Território Antártico Britânico, e a parte ocidental é reivindicada pela Argentina e faz parte da Antártica Argentina.